# Gyula Fényi
Gyula Fényi (Sopron, 8 gennaio 1845 – Kalocsa, 21 dicembre 1927) è stato un gesuita e astronomo ungherese.

## Biografia
Nacque a Sopron, Ungheria,  nel 1835 in una famiglia di mercanti. Nel 1864 divenne membro della Compagnia di Gesù e fu mandato a Kalocsa per insegnare chimica, matematica, fisica e storia naturale. Dal 1874 studiò teologia, matematica e fisica  presso l’Università di Innsbruck. Nel 1878 ritornò a Kalocsa ove proseguì nelle attività di insegnamento e cominciò a lavorare come assistente presso l’Osservatorio Haynald di quella città di cui, successivamente, fu direttore dal 1885 al 1913 anno del suo pensionamento per motivi di salute. É noto per le sue accurate e continue osservazioni delle protuberanze solari con metodi spettroscopici e delle macchie solari. Diede un grande contributo anche in campo meteorologico. Pubblicò circa duecento lavori scientifici in diverse lingue su importanti riviste scientifiche dell’epoca tra cui Astronomische Nachrichten, Memorie della Società degli Spectroscopisti Italiani, Meteorologische Zeitschrift.
Dal 1916 fu membro della Accademia Ungherese delle Scienze.

## Riconoscimenti
A Gyula Fényi la UAI ha intitolato il cratere lunare Fényi  e l'asteroide della fascia principale 115254 Fényi